# Бухалов, Спас
Спас Бухалов (р. 14 ноября 1980) — болгарский прыгун с шестом, чемпион и обладатель национального рекорда Болгарии.
Выступает за клуб «Тракия 96» из Пловдива. В 2001 году стал победителем Балканских игр. В 2003 году впервые принял участие в Чемпионате мира по лёгкой атлетике. Принимал участие в Летних Олимпийских играх 2004 и 2008, оба раза не смог пройти квалификационный раунд.
Лучший результат Спаса Бухалова на крупных соревнованиях — 6-е место на Чемпионате Европы в помещении в 2007 году.
В 2012 году на Балканских играх занял второе место. По итогам сезона не смог отобраться на Олимпийские игры, показав лучший результат 5,40 при нормативе 5,55 м.
Личный рекорд в прыжках с шестом — 5,82м — установлен 2 июня 2007 года на соревнованиях в Софии. Этот результат является национальным рекордом Болгарии и лучшим результатом среди спортсменов Балканских стран.

## Достижения
- Победитель Балканских игр 2001
- Победитель Чемпионата Балкан в помещенияи 2006
- Чемпион Болгарии 2008
- Победитель Чемпионата Болгарии в помещении 2008